# Monte Cristi (tỉnh)

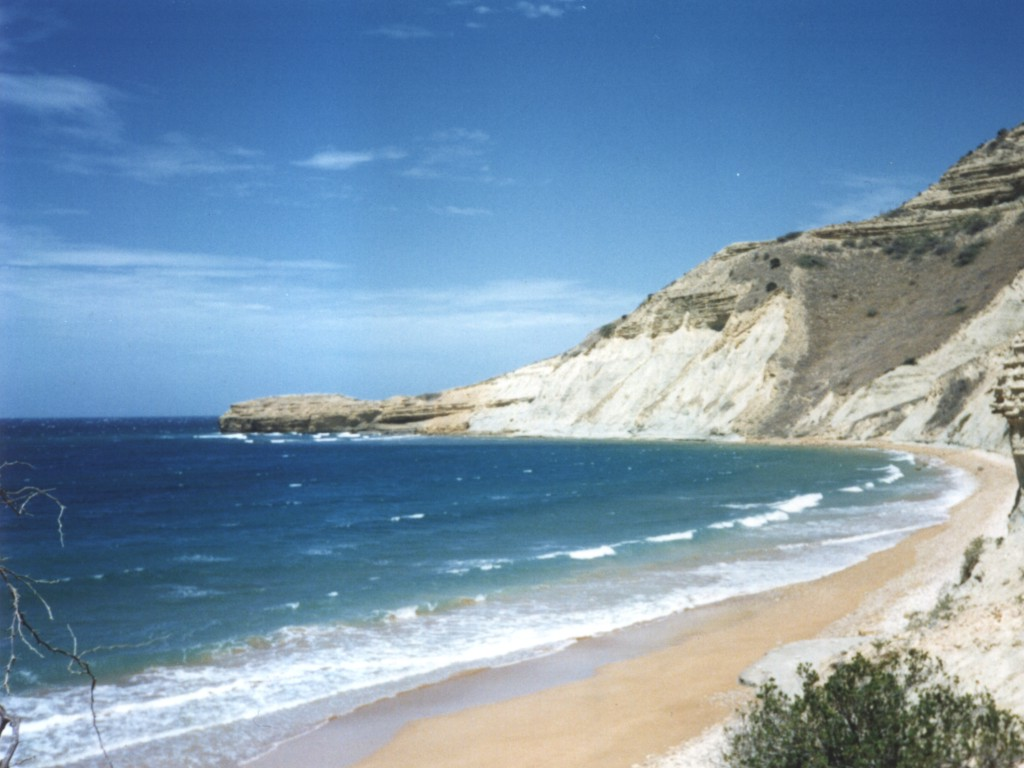
Bờ biển Monte Cristi

Monte Cristi là một tỉnh ở tây bắc Cộng hòa Dominica. Tỉnh lỵ là San Fernando de Monte Cristi (thường được gọi tắt là Monte Cristi).

## Các đô thị và các huyện đô thị
Đến thời điểm ngày 20 tháng 10 năm 2006, tỉnh này được chia thành đô thị (municipio) và các huyện đô thị (distrito municipal - D.M.):
| - Castañuela - Palo Verde (D.M.) - Guayubín - Cana Chapetón (D.M.) - Hatillo Palma (D.M.) - Villa Elisa (D.M.) - Las Matas de Santa Cruz - Pepillo Salcedo - San Fernando de Monte Cristi - Villa Vásquez |

Dưới đây là bảng các đô thị và huyện đô thị.
| Tên                          | Tổng dân số | Dân số đô thị | Dân số nông thôn |
| ---------------------------- | ----------- | ------------- | ---------------- |
| Castañuela                   | 28886       | 14892         | 13994            |
| Guayubín                     | 56871       | 29841         | 27030            |
| Las Matas de Santa Cruz      | 100089      | 86802         | 13287            |
| Pepillo Salcedo              | 16987       | 7868          | 9119             |
| San Fernando de Monte Cristi | 99486       | 90571         | 8915             |
| Villa Vásquez                | 44689       | 22441         | 22248            |
| Monte Cristi province        | 347008      | 252415        | 94593            |